# Platyoides alpha
Platyoides alpha là một loài nhện trong họ Trochanteriidae. Loài này phân bố ở Angola, Namibië en Nam Phi.